# Guilly, Loiret

Guilly este o comună în departamentul Loiret din centrul Franței. În 1 ianuarie 2022 avea o populație de 667 de locuitori.